# Liste der Baudenkmäler in Edelsfeld
Auf dieser Seite sind die Baudenkmäler in der Oberpfälzer Gemeinde Edelsfeld zusammengestellt. Diese Tabelle ist eine Teilliste der Liste der Baudenkmäler in Bayern. Grundlage ist die Bayerische Denkmalliste, die auf Basis des Bayerischen Denkmalschutzgesetzes vom 1. Oktober 1973 erstmals erstellt wurde und seither durch das Bayerische Landesamt für Denkmalpflege geführt wird. Die folgenden Angaben ersetzen nicht die rechtsverbindliche Auskunft der Denkmalschutzbehörde.

## Baudenkmäler nach Ortsteilen

### Edelsfeld
| Lage                           | Objekt                                     | Beschreibung | Akten-Nr.             | Bild           |
| ------------------------------ | ------------------------------------------ | --- | --------------------- | -------------- |
| Hirschbachstraße 6 (Standort)  | Katholische Pfarrkirche St. Stephan        | Saalkirche, verputzter Massivbau mit Krüppelwalmdach, eingezogenem, dreiseitig geschlossenem Chor und Turm mit Zwiebelhaube, neubarock, 1910; mit Ausstattung | D-3-71-119-1 Wikidata | weitere Bilder |
| Sulzbacher Straße 4 (Standort) | Evangelisch-Lutherische Kirche St. Stephan | Verputzter Massivbau mit Walmdach und Sprenggiebelportal, im Kern 12. Jahrhundert, Umgestaltungen im 18. Jahrhundert und um 1900, nicht eingezogener, fünfseitig geschlossener Chor 1498, Sakristei und Turm mit Zeltdach im Kern gotisch, letzterer 1827 und 1907 aufgestockt; mit Ausstattung Kriegerdenkmal für die Gefallenen des Ersten Weltkriegs, liegender Löwe auf Inschriftenblock, bezeichnet mit „1928“ | D-3-71-119-2 Wikidata | weitere Bilder |

### Bernricht
| Lage                                                     | Objekt  | Beschreibung | Akten-Nr.             | Bild |
| -------------------------------------------------------- | ------- | --- | --------------------- | ---- |
| Hirtenletten, an der Straße nach Oberreinbach (Standort) | Kapelle | Massivbau mit Satteldach und über Rundbögen geöffneter Vorhalle, wohl um 1920; mit Ausstattung Teilstück eines Bildstocks, Sandstein, wohl mittelalterlich; in der Vorhalle | D-3-71-119-3 Wikidata | BW   |

### Boden
| Lage               | Objekt              | Beschreibung | Akten-Nr.             | Bild |
| ------------------ | ------------------- | --- | --------------------- | ---- |
| Boden 1 (Standort) | Ehemaliger Edelsitz | Zweigeschossiger, verputzter Massivbau mit Satteldach, Rundbogeneingang, einfacher Fassadengliederung und Dachreiter, im Kern 16./17. Jahrhundert | D-3-71-119-4 Wikidata | BW   |

### Eberhardsbühl
| Lage                       | Objekt                           | Beschreibung | Akten-Nr.             | Bild |
| -------------------------- | -------------------------------- | --- | --------------------- | ---- |
| Eberhardsbühl 6 (Standort) | Dreiseithof, sogenannter Goglhof | Wohnstallhaus, eingeschossiger, massiver Satteldachbau mit hohem Fachwerkgiebel, 1767 (dendrochronologisch datiert), Frackdach-Anbau 1867/68 (dendro. dat.) Stall-/Kastenbau, Satteldachbau mit Bruchsteinmauerwerk im Erdgeschoss und Fachwerk im Obergeschoss, 1758/59 (dendro. dat.), traufenseitige Altane erneuert Stadel, verbretterter Ständerbau mit Satteldach, über Mauerkranz, 1697 (dendro. dat.), 1823 (dendro. dat.) nach Norden erweitert, Blockbau-Fragmente eines Vorgängerbaus | D-3-71-119-5 Wikidata | BW   |
| Eberhardsbühl 8 (Standort) | Scheune                          | Satteldachbau mit Fachwerkgeschoss auf Steinsockel, 16./17. Jahrhundert | D-3-71-119-6 Wikidata | BW   |

### Neumühle
| Lage                   | Objekt                   | Beschreibung                                                                                                  | Akten-Nr.             | Bild |
| ---------------------- | ------------------------ | --- | --------------------- | ---- |
| Neumühle 10 (Standort) | Bauernhaus, Wohnstallbau | Zweigeschossiger, verputzter Massivbau mit Satteldach, nordöstlich holzverschalter Anbau, 18./19. Jahrhundert | D-3-71-119-7 Wikidata | BW   |

### Niederärndt
| Lage                      | Objekt                    | Beschreibung | Akten-Nr.             | Bild                      |
| ------------------------- | ------------------------- | --- | --------------------- | ------------------------- |
| Niederärndt 1 (Standort)  | Bauernhaus, Wohnstallbau  | Zweigeschossiger Massivbau mit Satteldach und Fachwerkgiebel, 18. Jahrhundert                                                                     | D-3-71-119-9 Wikidata | BW                        |
| Niederärndt 11 (Standort) | Simultankirche St. Joseph | Verputzter Quaderbau mit Satteldach und eingezogener, halbkreisförmiger Apsis, Mitte 12. Jahrhundert, Westturm mit Zeltdach 1892; mit Ausstattung | D-3-71-119-8 Wikidata | Simultankirche St. Joseph |

### Riglashof
| Lage                   | Objekt                                   | Beschreibung | Akten-Nr.              | Bild |
| ---------------------- | ---------------------------------------- | --- | ---------------------- | ---- |
| Riglashof 3 (Standort) | Ehemaliges Kleinbauernhaus, Wohnstallbau | Zweigeschossiger Satteldachbau mit Fachwerkobergeschoss und Dachgauben-Uhr, im Kern 18./frühes 19. Jahrhundert, aufgestockt 1872 | D-3-71-119-10 Wikidata | BW   |

### Schmalnohe
| Lage                                    | Objekt                           | Beschreibung | Akten-Nr.              | Bild           |
| --------------------------------------- | -------------------------------- | --- | ---------------------- | -------------- |
| An der Straße nach Kürmreuth (Standort) | Bildstock                        | Reliefierter Pfeiler mit Laterne und bekrönendem gusseisernem Kreuz, Mitte 19. Jahrhundert                                                              | D-3-71-119-12 Wikidata | Bildstock      |
| Schmalnohe 7 (Standort)                 | Katholische Nebenkirche St. Otto | Saalbau, verputzter Massivbau mit Walmdach, Dachreiter und eingezogenem, dreiseitig geschlossenem Chor, 1279 erwähnt, 1721 umgestaltet; mit Ausstattung | D-3-71-119-11 Wikidata | weitere Bilder |

### Sigras
| Lage                 | Objekt                   | Beschreibung                                                                 | Akten-Nr.              | Bild |
| -------------------- | ------------------------ | ---------------------------------------------------------------------------- | ---------------------- | ---- |
| Sigras 13 (Standort) | Bauernhaus, Wohnstallbau | Zweigeschossiger, verputzter Massivbau mit Halbwalmdach, 18./19. Jahrhundert | D-3-71-119-13 Wikidata | BW   |

### Sinnleithen
| Lage                      | Objekt                                       | Beschreibung | Akten-Nr.              | Bild                                         |
| ------------------------- | -------------------------------------------- | --- | ---------------------- | -------------------------------------------- |
| Sinnleithen 14 (Standort) | Ehemaliges Schloss                           | Dreigeschossiger, verputzter Massivbau mit Steildach, wohl 16. Jahrhundert, Umbau bezeichnet mit „1722“                                          | D-3-71-119-15 Wikidata | weitere Bilder                               |
| Sinnleithen 17 (Standort) | Katholische Schlosskirche Christus am Ölberg | Verputzter Massivbau mit Satteldach, dreiseitig geschlossenem Chor, Putzgliederung und Portal mit Wappen, bezeichnet mit „1773“; mit Ausstattung | D-3-71-119-14 Wikidata | Katholische Schlosskirche Christus am Ölberg |

### Steinling
| Lage                   | Objekt                   | Beschreibung                                                                 | Akten-Nr.              | Bild |
| ---------------------- | ------------------------ | ---------------------------------------------------------------------------- | ---------------------- | ---- |
| Steinling 7 (Standort) | Bauernhaus, Wohnstallbau | Zweigeschossiger, verputzter Massivbau mit Satteldach, bezeichnet mit „1836“ | D-3-71-119-16 Wikidata | BW   |

### Weißenberg
| Lage                     | Objekt                                  | Beschreibung | Akten-Nr.              | Bild           |
| ------------------------ | --------------------------------------- | --- | ---------------------- | -------------- |
| Weißenberg 24 (Standort) | Ehemaliger Edelsitz                     | Zweigeschossiger, verputzter Massivbau mit Satteldach, im Kern mittelalterlich | D-3-71-119-22 Wikidata | BW             |
| Weißenberg 26 (Standort) | Evangelisch-lutherische Kirche St. Veit | Bis 1916 Simultankirche, Saalbau, verputzter Massivbau mit Satteldach, 17. Jahrhundert, der eingezogene, rechteckige Chor 2. Hälfte 14. Jahrhundert, im 18. Jahrhundert Erweiterung nach Westen und Errichtung des Westturmes mit Zwiebelhaube; mit Ausstattung | D-3-71-119-19 Wikidata | weitere Bilder |

## Ehemalige Baudenkmäler
In diesem Abschnitt sind Objekte aufgeführt, die noch existieren und früher einmal in der Denkmalliste eingetragen waren, jetzt aber nicht mehr.

| Lage                               | Objekt        | Beschreibung          | Akten-Nr.              | Bild |
| ---------------------------------- | ------------- | --------------------- | ---------------------- | ---- |
| Streitbühl Streitbühl 2 (Standort) | Wohnstallbau  | Bezeichnet mit „1691“ | D-3-71-119-18 Wikidata | BW   |
| Streitbühl Streitbühl 2 (Standort) | Marienkapelle | Ende 19. Jahrhundert  | D-3-71-119-17 Wikidata | BW   |